# Аксёновский агропромышленный колледж имени Н.М. Сибирцева
Аксёновский агропромышленный колледж имени Н. М. Сибирцева (ГБПОУ ААПК имени Н. М. Сибирцева, ГБПОУ ААПК) (башк. Н. М. Сибирцев исемендәге Аксен агросәнәғәт колледжы (Н.М. Сибирцев исемендәге ААСК ДБҺББУ, ААСК ДБҺББУ)) — сельскохозяйственная профессиональная образовательная организация, расположенная в Альшеевском районе Республики Башкортостан.

## Наименования
12 мая 1894 г. - Аксёновская земская низшая сельскохозяйственная школа.
27 октября 1896 г. - Белебеевская низшая сельскохозяйственная школа.
30 января 1912 г. - Аксёновское, Уфимского Губернского Земства низшее сельско-хозяйственное училище.
1919 г. - Аксёновский средний сельскохозяйственный техникум низшего типа.
28 января 1934 г. - Аксёновский сельскохозяйственный техникум.
29 апреля 1997 г. - государственное образовательное учреждение Аксёновский сельскохозяйственный техникум
15 декабря 2000 г. - федеральное государственное образовательное учреждение среднего профессионального образования "Аксёновский сельскохозяйственный техникум"
27 января 2012 г. - государственное бюджетное образовательное учреждение среднего профессионального образования "Аксёновский сельскохозяйственный техникум"
15 июня 2015 г. - государственное бюджетное профессиональное образовательное учреждение Аксёновский агропромышленный колледж
11 января 2021 г. - государственное бюджетное профессиональное образовательное учреждение Аксёновский агропромышленный колледж имени Н.М. Сибирцева

## История
В процессе проведения реформ в России в 60-80-х годах XIX столетия было сформировано Уфимское губернское земство, которое создало в 1894 году поземельный банк развития, и начало создавать учебные заведения.

### Основание и открытие
История колледжа начинается с 12 мая 1894 года, когда на средства Уфимского земства была основана одна из первых в губернии Аксёновская земская низшая сельскохозяйственная школа. Открытие школы произошло 27 октября 1896 года в соответствии с разрешением Министра земледелия и государственного имущества как Белебеевская низшая сельскохозяйственная школа.
В 1892 году профессор Ново-Александрийского института сельского хозяйства и лесоводства Николай Михайлович Сибирцев, автор вузовского учебника «Почвоведение», принимал участие в Нижегородской экспедиции под руководством В. В. Докучаева и был приглашён Уфимским земством составить почвенную карту губернии. Узнав о намерениях местных землевладельческих чиновников учредить сельскохозяйственную школу, Николай Михайлович посоветовал место расположения учебного заведения. «Там, где горячий воздух оренбургских степей смешивается с лесным и горным воздухом Уфимской губернии – основать сельхозшколу».
Место для Аксёновской земской низшей сельскохозяйственной школы было выбрано поистине сказочное. Для ведения теоретических занятий был возведён двухэтажный корпус. Для преподавателей школы построены добротные деревянные особняки со всеми удобствами. Для практики учащихся школы было выделено около 500 десятин земли, из них пахотной земли 50 десятин. При школе были животноводческие помещения, механическая и плотническая мастерские, кузница, пасека, помещения для переработки молока. Двухэтажный корпус был рассчитан на 60 учащихся. Шесть учебных кабинетов размещались на втором этаже, первый этаж служил для спальных комнат учащихся школы. Здесь же располагался небольшой актовый зал, в котором, по рассказам современников, читали лекции вместе с управляющим школы профессор Н. М. Сибирцев, лечившийся в это время неподалёку, в Андреевской санатории. На территории школы была столовая, фельдшерский пункт и больница со стационаром на четыре койки. В школу принимались грамотные мальчики разных национальностей и всех сословий, владеющих русским языком. Обучения было бесплатным за счёт земства. Срок обучения составлял шесть лет: два года в подготовительных классах, четыре – в основных. После окончания школы слушателям выдавался аттестат, который давал право работать в качестве агронома на всей территории России. 
Первым управляющим был И.М. Вихров, руководивший школой примерно до 1902 года. Первыми преподавателями были Г.Л. Фиалковский и А.К. Сухацкий. Главным секретарём был К. Казанский, попечителем школы – Жуковский.
В конце XIX в. в России было 143 средних специальных учебных заведения, подведомственных различным министерствам. К 1914-1915 учебному году в России имелось 17 сельскохозяйственных училищ, одним из которых было Аксёновское сельскохозяйственное училище.
В 1912 году сельскохозяйственная школа преобразована в Аксёновское сельскохозяйственное училище, которое в 1919 году реорганизовано в Аксёновский средний сельскохозяйственный техникум низшего типа, 28 января 1934 года приказом Сибмолживсоюзпрома учреждение переименовано в Аксёновский сельскохозяйственный техникум.
В техникум принималась молодёжь с соответствующим образованием. Техникум сначала готовил техников по сельскому хозяйству средней квалификации.

### Советский период
С 1920 по 1929 год техникум выпустил 225 техников по сельскому хозяйству. Особенно большую роль играли учащиеся первого набора. В этот период была создана ячейка РКСМ, охватывающая всех учащихся. Первым секретарём ячейки РКСМ была Полякова Анастасия. Силами комсомольцев проводилась большая политическая работа в окружающих деревнях: читались лекции и доклады на политические темы.
Учащимися техникума было создано спортивное общество «Эллада». Члены общества имели нарукавный знак на спортивной форме, руководил спортивной работой Мельников Леонид. Команда «Эллада» принимала участие в спортивных соревнованиях в Белебее, Уфе и занимала призовые места.
По инициативе комсомольской ячейки из детей рабочих и служащих в 1924 году была создана первая пионерская организация. Одним из первых пионеров был Иванов Иван Игнатьевич, который в дальнейшем работал в техникуме, впоследствии долго жил в с. Ким.
Первый выпуск специалистов был в 1925 году, техникум окончило 25 человек. Все они прошли славный путь труда и борьбы. В 1965 году оставшиеся в живых 13 человек встретились снова в техникуме. Была трогательная и волнующая встреча двух поколений воспитанников техникума, комсомольцев 20-х и 60-х годов. Все участники встречи – ветераны производства, Великой Отечественной войны, удостоенные высоких правительственных наград. Выступали с воспоминаниями перед учащимися. Среди ветеранов была и первый секретарь комсомольской организации техникума Полякова Анастасия.
По инициативе учащихся, комсомольской организации и преподавателей в 1925 году техникуму было присвоено наименование Аксёновский сельскохозяйственный техникум имени «Ким», но постановления правительства не было. Это наименование сохранилось теперь за селом Ким.
С 1929 по 1941 год техникум был специализирован и готовил только зоотехников. За этот период было выпущено 260 зоотехников средней квалификации, среди них герои Советского Союза Евгений Петрович Чуров и Султан Хамитович Бикеев.

### Техникум во время Великой Отечественной войны
В 1941 году, в связи с началом Великой Отечественной войны, техникум временно был закрыт и до 1943 года в нём разместился, эвакуированный из Москвы, детский дом № 4 имени М. Горького.
В период Великой Отечественной войны подготовка специалистов со средним профессиональным образованием резко сократилась, но уже к 1947 году был достигнут довоенный уровень.
С 1943 года Аксёновский сельскохозяйственный техникум снова стал функционировать, но его профиль расширился: теперь стали готовить агрономов и зоотехников. Учебная и производственная база оставалась та же, которая была ещё до образования техникума, то есть на уровне сельскохозяйственной школы, хотя контингент учащихся увеличился до 280 человек, то есть в 5 раз.
Условия работы в первые военные годы были связаны с большими трудностями, так как материально-техническая база была очень слабой.
Среди учащихся было много фронтовиков: Сальников В.А., Перепечай Н.А., Мурзабаев Н.А., Шангареев, Абдуллин, Алмаев и др. О высоком политическом сознании учащихся свидетельствует тот факт, что во время подписки на Государственный заём все учащиеся подписались на 2-3-х месячную стипендию, хотя кроме стипендии, никаких дополнительных средств не имели.
Ещё до войны было заложено здание нового общежития, но строительство его в связи с Великой Отечественной войной было законсервировано и только в 1960 году введено в строй новое общежитие на 104 места.

### Развитие техникума в послевоенное время
С 1959 года при техникуме открыто заочное отделение, которое готовило агрономов и зоотехников. С 1964 по 1969 годы при техникуме функционировало агрохимическое отделение, за этот период подготовлено и выпущено 55 агрохимиков.
В 1965 году построено новое здание учебного корпуса на 600 учащихся, водонапорная башня.
В 1966—1970 гг. было построено два общежития на 300 учащихся каждое, столовая на 100 мест, центральная котельная, 16-квартирный дом. Обустроен стадион площадью один гектар.
В 1970-е годы в стране обострилась нехватка квалифицированных кадров в сельском хозяйстве, нужны были профессионалы, знающие своё дело. Аксёновский сельскохозяйственный техникум начал готовить организаторов сельскохозяйственного производства: агрономов-организаторов и зоотехников-организаторов.
В 1971 году техникум начал подготовку по дополнительным рабочим профессиям, расширявших умения и способности студентов: к основному диплому выпускник получал ещё несколько свидетельств об обучении профессии.
Начиная с 1989 года, в стране организуется экспериментальная подготовка рабочих и техников повышенного уровня квалификации. Этот эксперимент привёл к изменению классической структуры профессионального образования и возникновению различных типов образовательных учреждений, которые расширили профиль и уровень подготовки профессиональных кадров, а также стали предлагать другие образовательные услуги, не свойственные им ранее. Аксёновский техникум не остался в стороне от изменений и открыл подготовку по специальности «Экономика и бухгалтерский учёт» и подготовил более двух тысяч специалистов.
В процессе преобразований системы профессионального образования техникумом открыты ещё шесть специальностей: «Пчеловодство» в 1991 г., «Менеджмент» — в 1997-м, «Правоведение» — в 1998-м, «Ветеринария» — в 2000-м, «Земельно-имущественные отношения» — в 2007-м, «Технология производства и переработки сельскохозяйственной продукции» — в 2009-м.
Распоряжением Правительства Республики Башкортостан от 17 декабря 2014 года № 1417-р Аксёновский сельскохозяйственный техникум прошёл слияние с профессиональным училищем № 111 села Раевский и получил нынешнее наименование — Аксёновский агропромышленный колледж.
После реорганизации Аксёновский агропромышленный колледж получил возможность обучать не только специальностям, но и профессиям: в копилку профессиональной подготовки добавились ещё 3 профессии: «Повар, кондитер», «Сварщик» и «Тракторист-машинист сельскохозяйственного производства».

## Современное состояние
В 2019 году в рамках реализации мероприятия «Государственная поддержка профессиональных образовательных организаций в целях обеспечения соответствия их материально-технической базы современным требованиям» федерального проекта «Молодые профессионалы» (Повышение конкурентоспособности профессионального образования)» национального проекта «Образование» государственной программы Российской Федерации «Развитие образования» государственное бюджетное профессиональное образовательное учреждение Аксеновский агропромышленный колледж стал получателем гранта из федерального бюджета в форме субсидий юридическим лицам на модернизацию материально-технической базы Колледжа.
В рамках реализации проекта оснащения мастерских открыты мастерские по компетенциям WorldSkills:
1.	Мастерская по компетенции Агрономия
2.	Мастерская по компетенции Сельскохозяйственные биотехнологии
3.	Мастерская по компетенции  Сити-фермерство
4.	Мастерская по компетенции Эксплуатация сельскохозяйственных машин
5.	Мастерская по компетенции Ветеринария
Перечень закупаемого учебно-лабораторного и учебно-производственного оборудования, программного и методического обеспечения образовательного процесса соответствует требованиям инфраструктурных листов Ворлдскиллс по каждой компетенции, а также федеральных государственных образовательных стандартов специальностей и профессий укрупненной группы специальностей и профессий 35.00.00. «Сельское, лесное, рыбное хозяйство» по образовательным программам, реализуемым в колледже.
При реализации проекта оснащения мастерских закуплено уникальное и современное оборудование, внедряемое и планируемое к внедрению в аграрное производство в ближайшие годы.
Распоряжением Правительства Республики Башкортостан от 02 ноября 2020 года колледжу присвоено имя русского геолога, почвоведа Николая Михайловича Сибирцева.
В 2021 году колледжем открыты мастерские:
1.	Поварское дело
2.	Геномная инженерия
и Центр проведения демонстрационного экзамена по компетенции "Бухгалтерский учет".
Сейчас Аксёновский агропромышленный колледж имени Николая Михайловича Сибирцева – профессиональная образовательная организация, которая обучает по программам подготовки специалистов среднего звена и квалифицированных рабочих и служащих.
Общий контингент студентов составляет 931 человек, в том числе по заочной форме обучения — 236 человек, в Раевском отделении обучаются 248 студентов. 
За годы своего существования Аксёновский агропромышленный колледж имени Николая Михайловича Сибирцева подготовил более 25 тысяч специалистов, в том числе по заочной форме обучения – более 6 тысяч. Трудоустройство выпускников составляет от 55 до 87% в зависимости от специальности.
Согласно лицензии поступивший в колледж студент имеет возможность обучиться по 15 направлениям специалистов среднего звена и рабочих и служащих по программам подготовки квалифицированных рабочих и служащих по очной и заочной форме:
- Агрономия
- Ветеринария
- Земельно-имущественные отношения
- Пчеловодство
- Технология производства и переработки сельскохозяйственного производства
- Экономика и бухгалтерский учёт, а также по 3 направлениям квалифицированных рабочих и служащих:
- Повар, кондитер
- Сварщик (ручной и частично механизированной сварки наплавки)
- Тракторист-машинист сельскохозяйственного производства
- Мастер растениеводства
- Мастер сельскохозяйственного производства
- Младший ветеринарный фельдшер
- Продавец, контроллер-кассир

Выпускники колледжа имеют возможность продолжить обучение в высших учебных заведениях, с рядом из них составлены двухсторонние договоры.  На 2022 год подписаны совместные договоры с Башкирским ГАУ, Самарской ГСХА, Российским ГАУ-МСХА им. Тимирязева, Южно-Уральским ГАУ, Российским ГАЗУ — это вузы, в которые поступили выпускники и продолжают дальнейшее обучение по сокращённой программе. 